# Schlütt
Der Schlütt (nordfriesisch: di Slüt) ist ein Wattstrom im nordfriesischen Wattenmeer. Der Ausläufer der Süderaue verläuft 300–400 Meter westlich von Schlüttsiel und zwischen den Halligen Oland und Gröde. Über den Bongsieler Kanal fließen mehrere Binnengewässer in das Fahrwasser. Der Name ist aus dem Nordfriesischen abgeleitet; so steht im Bökingharder Friesisch slüütj für einen Marschgraben.